# Ляс (Малопольське воєводство)
Ляс (пол. Las) — село в Польщі, у гміні Пшецишув Освенцимського повіту Малопольського воєводства.
Населення — 514 осіб (2011).

## Історія
У 1975-1998 роках село належало до Бельського воєводства, підпорядковувалося районній адміністрації в Освенцимі.

## Демографія
Демографічна структура станом на 31 березня 2011 року:
|          | Загалом | Допрацездатний вік | Працездатний вік | Постпрацездатний вік |
| -------- | ------- | ------------------ | ---------------- | -------------------- |
| Чоловіки | 252     | 49                 | 174              | 29                   |
| Жінки    | 262     | 51                 | 152              | 59                   |
| Разом    | 514     | 100                | 326              | 88                   |